# Apoica thoracica
Apoica thoracica är en getingart som beskrevs av François du Buysson 1906. Apoica thoracica ingår i släktet Apoica och familjen getingar. Inga underarter finns listade i Catalogue of Life.